# 신흥항 (남해군)
신흥항(新興港)은 경상남도 남해군 창선면 지족리, 신흥마을 인근에 있는 어항이다. 2002년 8월 6일 어촌정주어항으로 지정하여 관리하고 있다. 시설관리자는 남해군수이다.

## 어항 연혁
- 1946년 행정구역 통폐합때 신흥(新興)이라고 불리게 되었다.

## 어항 시설
- 선착장 L=258m, B=4.5m, 물량장 L=101m, B=15m, 호안 L=563, B=5.0m

## 주요 어종
- 도다리, 노래미, 반지락, 볼락 등